# Ászár
Ászár é um município da Hungria, situado no condado de Komárom-Esztergom. Tem 18,68 km² de área e sua população em 2019 foi estimada em 1.714 habitantes.